# Pronectria tenacis
Pronectria tenacis is een korstmosparasiet die behoort tot de familie Bionectriaceae. Hij groeit op het dik geleimos (Enchylium tenax).

## Verspreiding
Pronectria tenacis komt voor in Nederland zeer zeldzaam voor. Er zijn slechts incidentele kortstondige vindplaatsen; geen aanwijzingen dat soort hier langer dan 10 jaar aaneengesloten in Nederland voorkwam.